# Maxakalisaurus
Maxakalisaurus era un genere di dinosauro sauropode del Cretacico superiore, ritrovato nel 1998 in Brasile a 45 km dalla città di Prata, nello stato di Minas Gerais. Il nome deriva da quello del gruppo etnico brasiliano dei Maxakali. A questo genere appartiene un'unica specie, il Maxakalisaurus topai (Topa è una delle divinità dei Maxakali).
L'olotipo di Maxakalisaurus era lungo circa 13 m e aveva un peso stimato di 9 tonnellate, anche se, secondo il paleontologo Alexander Kellner, poteva raggiungere una lunghezza di 20 metri. Aveva un lungo collo e una lunga coda, denti increspati (insoliti tra i Sauropodi) e viveva intorno a 80 milioni di anni fa.